# Nokia 7900
Le Nokia 7900 est un téléphone mobile produit par Nokia. Il fait partie de Nokia Prism Collection. 
Il fonctionne avec Symbian S40 5e édition. C'est un téléphone quadribande et WCDMA sur 850 MHz et 2 100 MHz. L'écran de 2 pouces de technologie OLED dispose d'une définition de 320 × 240 pixels ainsi que de 16 millions de couleurs. Il comporte un appareil photo de 2 mégapixels avec flash, une batterie de 850 mAh, et 1 Go de mémoire à bord. Il fut lancé au cours de 3e trimestre 2007.
Le rétro-éclairage de son clavier et deux diodes sur sa face supérieure peuvent changer de couleur, suivant une palette de 49 teintes au choix de l'utilisateur. Les diodes au sommet clignotent plus rapidement en cas d'appel manqué ou de sms reçu. 
Les dimensions sont les suivantes : 112 × 45 × 11,3 mm, 101 grammes.

## Caractéristiques
- Système d'exploitation Symbian OS S40 V5
- GSM/EDGE/3G
- 112 × 45 × 11,3 mm pour 101 grammes
- Écran de 2 pouces de définition 240 × 320 pixels
- Batterie de 850 mAh
- Mémoire : 1 Go NON extensible par carte mémoire
- Appareil photo numérique de 2 MégaPixels
- Bluetooth 2.0 Stéréo
- Vibreur
- DAS : 0,83 W/kg.